# Abrotalus Bertiego
Abrotalus Bertiego (Abrothallus bertianus De Not.) – gatunek grzybów z rodziny Abrothallaceae. Jest grzybem naporostowym.

## Systematyka i nazewnictwo
Pozycja w klasyfikacji według Index Fungorum: Abrothallus, Abrothallaceae, Abrothallales, Incertae sedis, Dothideomycetes, Pezizomycotina, Ascomycota, Fungi.
Po raz pierwszy opisał go w 1845 r. Giuseppe De Notaris i nadana przez niego nazwa jest ważna. Ma kilkanaście synonimów. Niektóre z nich:
- Abrothallus glabratulae I. Kotte 1909
- Abrothallus parasiticus (Ach.) Nyl. ex Sacc. 1881
- Buelliella parmeliarum (Sommerf.) Fink 1935

Nazwa polska według W. Fałtynowicza.

## Morfologia
Teleomorfa
Tworzy podkładki składające się z płaskiej struktury przypominającej tarczę o średnicy do ok. 200 µm, złożone z pojedynczej warstwy grubościennych, ciemnobrązowych komórek. Ze środka podkładek wyrastają owocniki typu apotecjum, płytko wypukłe do mniej więcej półkulistych, czasami prawie kulistych, o średnicy 100–180 µm i wysokości do 150 µm, bardzo ciemnobrązowe do czarnych, czasami niepozornie brązowo oprószone przez uwolnione askospory, często wyglądające na nieco szorstkie po wyschnięciu. Perydium złożone z kilku warstw grubościennych i różnie pigmentowanych komórek, zróżnicowanych od textury globulosa do textura epidermoidea. Hamatecjum złożone z gęstej palisady szklistych, rozgałęzionych i anastomozujących, żelatynizowanych komórkowych nibywstawek o długości ok. 80 µm i średnicy 2–3 µm, z wierzchołkami czasami lekko spuchniętymi. Worki 44–58 × 11–15,5 µm, maczugowate do cylindryczno-maczugowatych, raczej krótkotrzonowe, z wierzchołek tępymi do zaokrąglonych, bardzo grubościenne, szczególnie w kierunku wierzchołka,, 8-zarodnikowe. Askospory 10,5–13,5 (–15) x 4,5–6 µm, ułożone dwurzędowo, maczugowate, lekko wcięte na przegrodzie, dwukomórkowe, górna komórka zaokrąglona, dolna cylindryczno-elipsoidalna, złocistobrązowa, dość grubościenna, z brodawkowatą ornamentacją utworzoną z wyciśniętego pigmentu, bez galaretowatej osłonki lub przydatków.
Anamorfa
Konidiom tworzy się w warstwie powierzchniowej plechy żywiciela. Są to pyknidia o średnicy 60–90 µm, kształcie od stożkowatego do gruszkowatego, z widoczną ostiolą. Ściana pyknidium o grubości 2–3 komórek, z zewnętrzną ciemnobrązową warstwą tekstury epidermoidea, która jest częściowo pokryta grubościennymi strzępkami. Konidioforów brak. Komórki konidiotwórcze 4–4,5 × 3–3,5 µm, tworzące warstwę wyścielającą całą wewnętrzną ścianę, ampułkowate, proliferujące na 1–2 annelidach. Konidia 6–7,5 × 4–5 µm, początkowo małżowinowe, ale w stanie dojrzałym pałeczkowate do cylindrycznych, z zaokrąglonymi końcami i z szerokim hilum, szkliste, jednokomórkowe, cienkościenne i gładkie, bez galaretowatej osłonki lub przydatków.

## Występowanie i siedlisko
Występuje w Ameryce Północnej i Południowej, Europie i Azji. Występuje również w Polsce.
W Polsce podano jego występowanie na plechach porostów z rodzajów Melanelixia, Melanohalea i Melanelia.